# Rei Berroa
Rei Berroa (Santo Domingo, República Dominicana, 1949) es un poeta, catedrático y traductor dominicano residente en los Estados Unidos.

## Vida
En 1983 se doctoró en la Universidad de Pittsburg. Desde 1984 enseña literatura española y crítica literaria en la Universidad George Mason de Washington. Ha sido consejero de la revista Hispanic Culture Review entre los años 1992-2006, por lo que recibió el premio GMU en el 2002. 
Berroa ha sido asesor literario, también, del Teatro de la Luna de Arlington desde su fundación en 1991 y además cada año, coordina y dirige, el Maratón de la Poesía, que consiste en dos días de lecturas poéticas que se efectúan en la biblioteca del Congreso de Washington , en el teatro de la Luna y en otros lugares de la capital estadounidense. En este ciclo anual se reúne a destacados poetas de países de habla hispana. 
Desde 2001, Berroa publica una antología de los poetas invitados al festival de Washington.
A finales de marzo de 2008 participó en el IV Festival Internacional de Esmirna, Turquía, dedicado a Latinoamérica, junto a los poetas Pablo Armando Fernández de Cuba, Sergio Badilla Castillo de Chile, Diana Bellessi de Argentina, María Baranda de México, Rafael Courtoisie de Uruguay, Enrique Hernández de Jesús de Venezuela y Margarita Laso de Ecuador.

## Obra
- Retazos para un traje de tierra (Madrid, 1979)
- Los otros (Santo Domingo, 1981)
- Libro de los fragmentos (Buenos Aires, 1988)
- Ideología y retórica (México, 1988)
- Libro de los fragmentos y otros poemas (Caracas, Venezuela, 2007)